# Paracoryphosima betsileana
Paracoryphosima betsileana är en insektsart som beskrevs av Marius Descamps och Wintrebert 1966. Paracoryphosima betsileana ingår i släktet Paracoryphosima och familjen gräshoppor. Inga underarter finns listade i Catalogue of Life.